# Alişar Hüyük
Alişar Hüyük, Alişar Höyük – wzgórze znajdujące się w środkowej Turcji, położone na wschód od Ankary oraz w odległości ok. 150 km na zachód od dystryktu Boğazkale.
W latach 1927–1932 Amerykanie przeprowadzili tam wykopaliska archeologiczne. Były to pierwsze całkowicie naukowe pod względem metodycznym badania archeologiczne w Anatolii. Dokonano wówczas określenia wzajemnych relacji pomiędzy warstwami archeologicznymi oraz znaleziono ruiny starożytnego miasta. 

## Historia
Początki osadnictwa na wzgórzu datuje się na czasy neolitu. W XVIII w. p.n.e. mieściła się tam asyryjska kolonia handlowa, czego dowodzą m.in. odnalezione dokumenty. Od XVII do XIII w. p.n.e. wystąpiła przerwa osadnicza, następnie do około XII w. p.n.e. Alişar Hüyük było miastem hetyckim – stolicą jednej z krain państwa Hetytów, a później – miastem frygijskim. Osada została zniszczona przez pożar w VI w. p.n.e.